# حركة التسامح والتقدم
حركة التسامح والتقدم (بالفرنسية: Mouvement pour la Tolérance et Moog Teeb Panpaasgo) هو حزب سياسي سنكري في بوركينا فاسو. تأسس في سبتمبر 1987. يقوده نايابتيغونغو كونغو كابوري. فاز بنسبة 0.3٪ من الأصوات الشعبية في الانتخابات البرلمانية لعام 1997. في عام 2005، شارك الحزب في الانتخابات الرئاسية في 13 نوفمبر، حيث فاز مرشحه نايابتيغونغو كونغو كابوري بنسبة 0.32٪ من الأصوات الشعبية.